# Automatizare

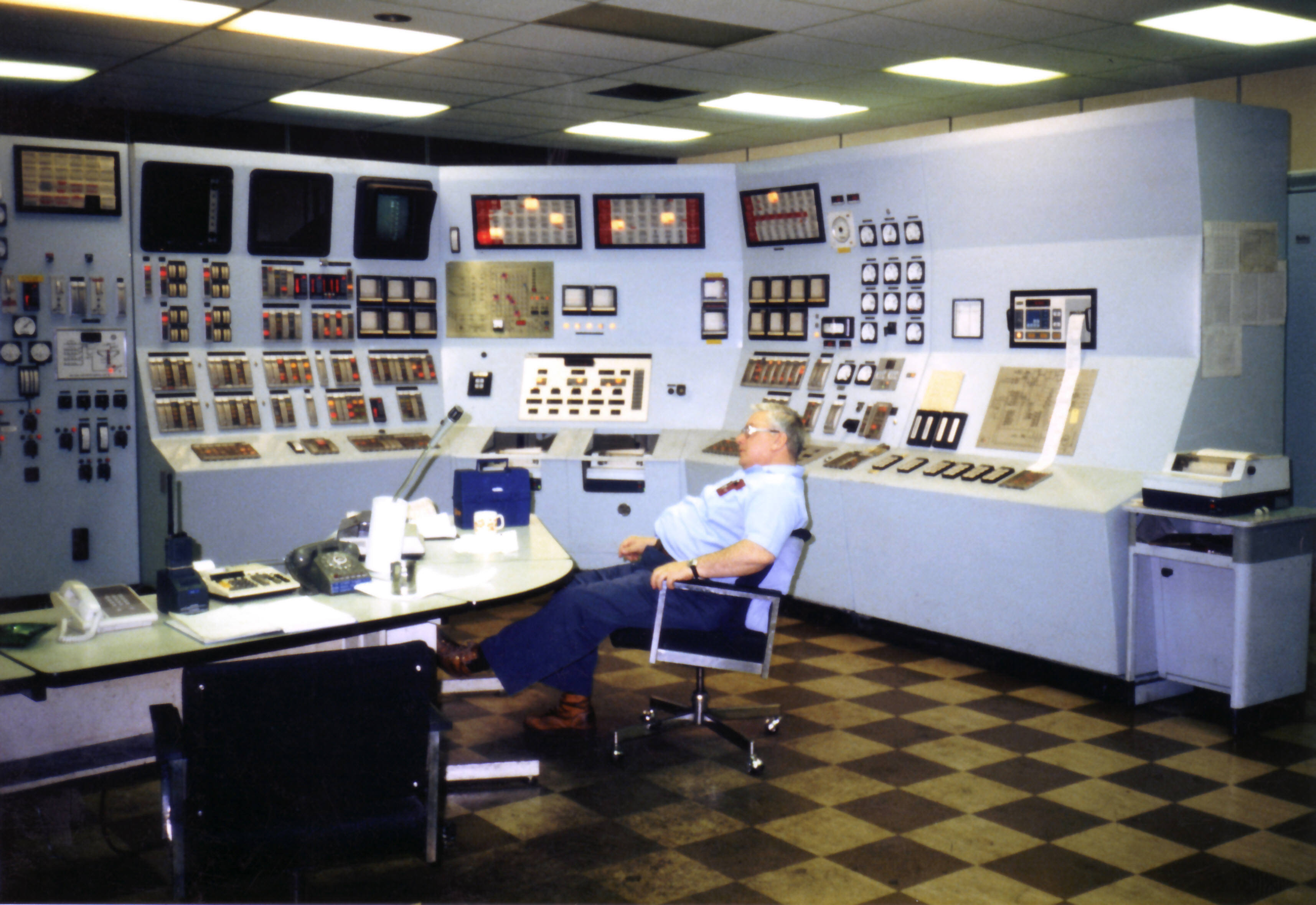

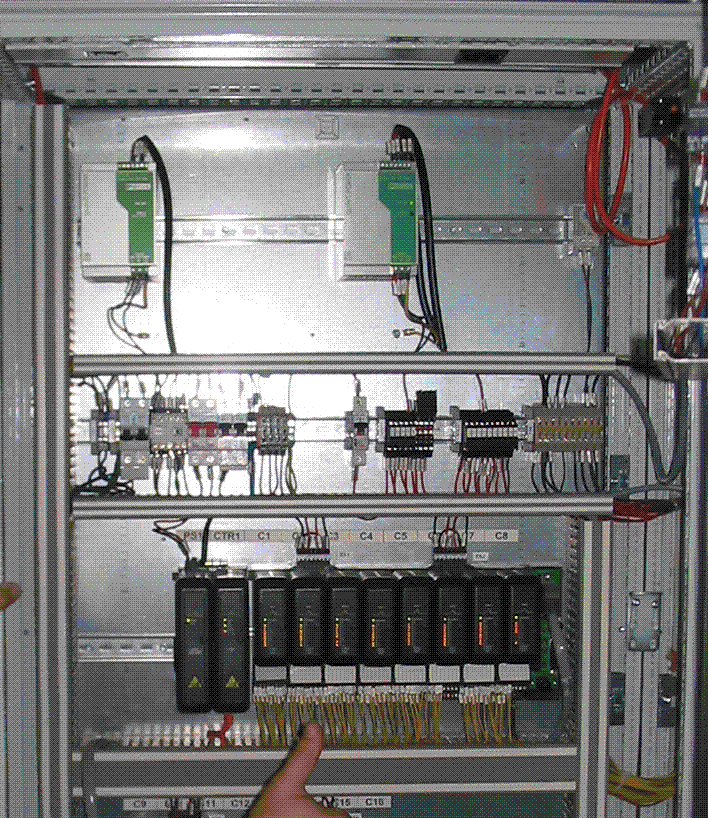

Automatizarea este o ramură a tehnicii, al cărei scop este ca mașinile și instalațiile să lucreze automat, deci independente de o continuă și/sau directă intervenție a forței de muncă umane.
Cu cât acest țel este realizat mai optimal, cu atât este mai ridicat gradul de automatizare. In instalațiile automatizate operatorul uman preia sarcini de supraveghere, de aprovizionare cu material, de transport a produselor finite, de întreținere și alte activități similare. Noile realizări ale electrotehnicii (microprocesoare) accelerează hotărâtor procesele de automatizare. Pe lângă protejarea forței de muncă umane de activități grele și monotone, automatizarea ridică calitatea produselor precum și productivitatea proceselor cu o reducere corespunzătoare a costurilor pentru resursele umane folosite.

## Importanța automatizării
Automatizarea este o tehnică complementară indispensabilă în toate domeniile tehnicii. Metodele și soluțiile aplicate sunt un rezultat al modelării fenomenelor fizice reale.

### Măsurători
Pentru fiecare mărime fizică au fost dezvoltate metode de măsurare specifice. Aceasta a condus la crearea unui mare număr de sensori de măsură. Exemplu: măsurarea debitului unui fluid bazată pe forța Coriolis. Valoarea măsurată este folosită de regulă ca semnal standardizat.

### Comandă
Această activitate începută cândva cu montaje de comandă și programare realizate cu legături electrice fizice (conductori) fixe care realizau un anumit program de lucru, se realizează în prezent în măsură predominantă cu instalații care utilizează un procesor electronic, sau chiar mai multe laolaltă, în care programul este memorat și diversele interblocări funcționale sînt virtual create.

### Reglare
Interacțiunile într-un circuit de reglare au fost studiate și concluziile au fost generalizate pe tipuri de regulatoare, independent de domeniul de aplicare.. Există numeroase rezolvări rezultate din aplicarea specifică a regulatoarelor.

### Comunicare
Cu cât gradul de automatizare este mai ridicat, cu atât sînt necesari mai mulți "senzori" și "traductori". Ca urmare rezultă o mare cantitate de date care trebuie prelucrate și comunicate. Această activitate  este realizată prin intermediul sistemelor cu cablu locale (bus), la mare distanță (Ethernet) și cu mijloace fără fir.Pentru fiecare conexiune fizică au fost dezvoltate protocoale de transmisie corespunzătoare.

### Deservire
Operatorul într-o instalație de automatizare este ajutat de un sistem de observație (vizualizare), care-i pune la dispoziție informațiile necesare pentru funcționarea mașinii sau instalației de care este răspunzător.
Această vizualizare este denumită și "Interfață om-mașină".

### Implementare
Specialistul în automatizare lucrează nemijlocit în contact cu constructorul mașinii și instalației, deoarece el necesită pe lîngă descrierea funcționării mașinii, schemele de instalații, de instrumente, de flux tehnologic,etc.

## Viitor
Coform unui studiu din anul 2016, aproximativ jumătate din muncitorii din Asia de Sud-Est riscă să-și piardă locurile de muncă în următorii ani, datorită automatizării în creștere a fabricilor.
Aproximativ 137 milioane de muncitori, sau 56% din forța de muncă din Cambogia, Indonezia, Filipine, Thailanda și Vietnam intră în această categorie.